# Сариярви (озеро на Лоймоланйоки)
Са́рия́рви (фин. Saarijärvi) — озеро на территории Лоймольского сельского поселения Суоярвского района Республики Карелия.

## Общие сведения
Площадь озера — 1,9 км², площадь бассейна — 408 км². Располагается на высоте 104,0 метров над уровнем моря.
Форма озера подковообразная. Берега каменисто-песчаные, местами заболоченные.

С востока в озера впадают два ручья без названия, несущие воды из ламбин Кайталампи (фин. Kaitalampi), Сарикколампи (фин. Saarikkolampi), Мадорогалампи (фин. Maadorogalampi) и Лаувуслампи (фин. Lauvuslampi).
Из юго-западной оконечности озера берёт начало река Пенсанйоки.
С севера в озеро втекает, а с юго-востока вытекает река Лоймоланйоки.
В озере восемь сравнительно небольших безымянных островов.
Населённые пункты близ озера отсутствуют. Ближайшие — посёлки Кясняселькя и Лоймола — расположены от озера, соответственно, в 19 км к югу и в 20 км к северу.
Код водного объекта в государственном водном реестре — 01040300211102000014176.
Название озера переводится с финского языка как «озеро с островами».